# Eddie Fyers
Eddie Fyers est un personnage de fiction appartenant à l'univers de  DC Comics. Créé par Mike Grell, il apparaît pour la première fois dans le comic book Green Arrow: The Longbow Hunters n°3 de 1987.

## Biographie fictive
Edward « Eddie » Fyers travaille pour la CIA et reçoit l'ordre de tuer l'archère renégate Shado. Il apparait fréquemment lors du passage de Grell dans la série Green Arrow. Au fil de ses apparitions, la relation de Fyers avec Green Arrow évolue et passe de simple ennemi à allié, bien qu'à contrecœur. Cependant, Fyers n'est pas digne de confiance et laisse généralement Green Arrow porter le chapeau des évènements. Après le départ de que Mike Grell au numéro 80, Chuck Dixon et Jim Aparo développent le personnage. Il devient la figure paternelle de Connor Hawke, le fils d'Oliver et second Green Arrow. Leur relation grandit après la mort d'Oliver dans l'explosion d'un avion près de Metropolis alors qu'il combattait des éco-terroristes. Eddie avait promis à Oliver de s'occuper de son fils si quelque chose lui arrivait. Il continue à l'aider même quand Oliver revient à la vie dans l'arc narratif Green Arrow : Carquois. Fyers est gravement blessé dans la mini-série Connor Hawke: Dragons Blood, écrite par Dixon en 2006. Il est gravement brûlé sur tout le corps en protégeant Connor et Shado. Il est vu pour la dernière fois lors du mariage de Green Arrow et Black Canary. 

### Renaissance
Eddie Fyers réapparaît dans les comics de Green Arrow après la Renaissance DC. Fyers est alors un mercenaire membre du "Neuvième Cercle", une organisation criminelle internationalle. Il travaille aux côtés d'assassins tels que Brick, Shado et Cheshire.

## Autres médias
Edward Fyers (joué par Sebastian Dunn (VF : Xavier Béja)) apparaît dans la série télévisée de CW, Arrow comme principal antagoniste dans les flashbacks de la première saison. Il est le commandant d'une équipe de mercenaires sur Lian Yu, l'île sur laquelle Oliver Queen a fait naufrage. Il sera finalement tué par Oliver à la fin de la saison 1. 